# دوروثي بي. بورتر
دوروثي بي. بورتر (بالإنجليزية: Dorothy B. Porter)‏ هي أمينة متحف وأمينة مكتبة أمريكية، ولدت في 25 مايو 1905 في وارينتون في الولايات المتحدة، وتوفيت في 17 ديسمبر 1995 في مقاطعة بروارد في الولايات المتحدة.